# Lorde Longyang
Lorde Longyang (chinês: 龙阳; pinyin: Lóng Yáng) era o favorito e amante de um rei desconhecido de Uei durante o período dos Reinos Combatentes da dinastia Chou. Pouco se sabe sobre ele fora de seu relacionamento com o rei.

## História
A história Longyang está registrada nos Registros dos Estados Combatentes (Zhangguo ce) em uma seção chamada "Registros de Uei" (Wei ce) e não aparece em nenhuma outra fonte. Os Registros dos Estados Combatentes são geralmente considerados uma obra da história. Nele, Longyang e o rei estão juntos em um barco de pesca quando Longyang começa a chorar. Depois que o rei o pressiona a dizer por que está chorando, Longyang revela que tem medo de que o rei seja tentado por outros homens mais bonitos e perca o interesse por ele. O rei, então, proíbe qualquer pessoa de mencionar outras belezas em sua presença, sob pena de morte. Como resultado de sua condição de favorito do rei, Longyang recebeu um pequeno feudo e um título feudal. Sua história aconteceu em algum momento entre 276 e 243 AEC, e é o segundo relato de um relacionamento entre homens do mesmo sexo nos registros históricos chineses.

## Influência
Em seu livro Passions of the Cut Sleeve: The Male Homosexual Tradition in China, Bret Hinsch escreve que a história de Longyang serve como um exemplo tanto do oportunismo sexual quanto da abertura da homossexualidade nos tribunais da dinastia Chou. O livro de 1632 Os Contos Esquecidos de Longyang (ou As Estórias Esquecidas de Longyang) conta vinte histórias de prostituição masculina do mesmo sexo no final da dinastia Mingue. Nele, o autor, conhecido pelo nome de pluma "Jingjiang é obcecado pelo recluso de bambu", usa a história de Longyang para evocar uma idade de ouro anterior caracterizada pelo sentimento. Na poesia de Ruã Ji, Longyang é usado, junto com Anling, para evocar figurativamente a beleza masculina e o amor entre os homens, e especificamente o favorecimento real. A palavra longyang também é usada na China para se referir eufemisticamente a homens gays, e tem estado em grande parte da história chinesa.